# Vernon Dent
Pour les articles homonymes, voir Dent (homonymie).
Vernon Dent est un acteur américain né le 16 février 1895 à San José, Californie (États-Unis), mort le 5 novembre 1963 à Van Nuys (États-Unis).

## Filmographie partielle

### Au cinéma
- 1927 : La Fierté de Pikeville (The Pride of Pikeville) d'Edward F. Cline
- 1928 : The Best Man de Harry Edwards
- 1928 : Pour l'amour du sport (Golf Widows) de Erle C. Kenton
- 1929 : Girl Crazy de Mack Sennett
- 1929 : The Bees' Buzz de Mack Sennett
- 1929 : Midnight Daddies de Mack Sennett
- 1938 : Vous ne l'emporterez pas avec vous (You Can't Take It With You) de Frank Capra
- 1939 : Seuls les anges ont des ailes (Only Angels Have Wings) de Howard Hawks
- 1939 : Monsieur Smith au Sénat (Mr. Smith Goes to Washington) de Frank Capra
- 1941 : L'Homme de la rue (Meet John Doe) de Frank Capra

### À la télévision
- 1951 : I Love Lucy (série)